# Abioglyf

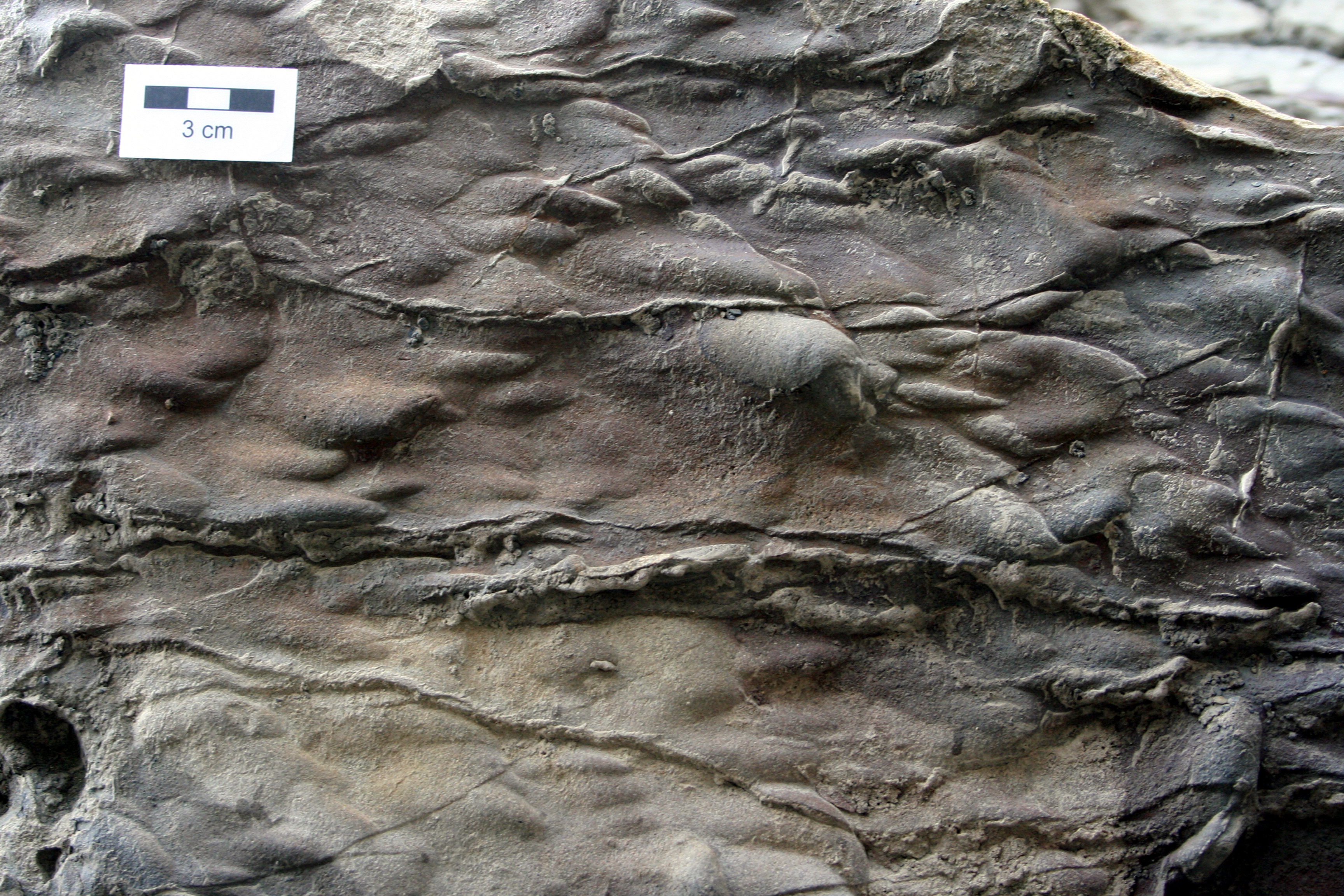
Stopy po vtlačování na spodní straně vrstevních ploch pískovců souvrství Inverness (svrchní karbon), západ ostrova Cape Breton, Nové Skotsko

Abioglyf je sedimentární textura, druh nerovnosti na vrstevnatých plochách břidlic či jiných sedimentárních hornin anorganického původu. Může vzniknout mechanickou cestou zejména v důsledku činnosti vody (tzv. mechanoglyf) nebo při diagenezi. Většinou vzniká jako stopa po vlečení materiálu po dně, proudová stopa, stopa po vtlačování sedimentu, čeřina a podobně. Opakem abioglyfů jsou bioglyfy, které vznikly v důsledku činnosti organismů.
Rozlišují se:
- Mechanoglyfy: vznikly nejčastěji usazováním písku na nerovném povrchu podložních jílů, jsou to např. erozní žlábky, stopy po kutálení a pohybu sedimentu v proudu apod.
- Diaglify: vznikly po depozici sedimentu, jsou to stopy klesání, vtlačování nebo nerovnoměrné kompakce.